# A-6202
La  A-6202  es una carretera que comunica Villanueva del Arzobispo con el embalse del Tranco de Beas. Mide alrededor de unos 24 km y es el principal enlace a la sierra de las Villas, dentro del parque natural de las Sierras de Cazorla, Segura y las Villas. La carretera no atraviesa ningún municipio, pues esta carretera nace en la  N-322 , que bordea Villanueva. Tiene un cruce con la carretera  JH-7155  a mitad de camino que da al área recreativa del Charco del Aceite. Finaliza en la carretera  A-319  ya en el embalse del Tranco.
- Datos: Q111721785